# 6984 Льюїскеррол
6984 Льюїскеррол (6984 Lewiscarroll) — астероїд головного поясу, відкритий 4 січня 1994 року.
Тіссеранів параметр щодо Юпітера — 2,952.